# Nizozemsko na letních olympijských hrách
Nizozemsko na letních olympijských hrách startuje od roku 1900. Toto je přehled účastí, medailového zisku a vlajkonošů na dané sportovní události.

## Účast na Letních olympijských hrách
| Dějiště LOH            | LOH      | Vlajkonoš                                              | Zlatá medaile | Stříbrná medaile | Bronzová medaile | Celkem |
| ---------------------- | -------- | ------------------------------------------------------ | ------------- | ---------------- | ---------------- | ------ |
| 1900 Paříž             | LOH 1900 | nebyl                                                  |               | 1                | 3                | 4      |
| 1908 Londýn            | LOH 1908 | Jan de Boer                                            |               |                  | 2                | 2      |
| 1912 Stockholm         | LOH 1912 | J. Ploeger                                             |               |                  | 3                | 3      |
| 1920 Antverpy          | LOH 1920 | JH van Dijk                                            | 4             | 2                | 5                | 11     |
| 1924 Paříž             | LOH 1924 | Arie de Jong                                           | 4             | 1                | 5                | 10     |
| 1928 Amsterdam         | LOH 1928 | Sam Olij                                               | 6             | 9                | 4                | 19     |
| 1932 Los Angeles       | LOH 1932 | Charles Pahud de Mortanges                             | 2             | 5                | 0                | 7      |
| 1936 Německo           | LOH 1936 | Rein de Waal                                           | 6             | 4                | 7                | 17     |
| 1948 Londýn            | LOH 1948 | Wim Landman                                            | 5             | 2                | 9                | 16     |
| 1952 Helsinky          | LOH 1952 | Simon de Wit                                           |               | 5                |                  | 5      |
| 1956 Melbourne         | LOH 1956 | nebyl                                                  |               |                  |                  | 0      |
| 1960 Řím               | LOH 1960 | Jan Willem van Erven Dorens                            |               | 1                | 2                | 3      |
| 1964 Tokio             | LOH 1964 | Anton Geesink                                          | 2             | 4                | 4                | 10     |
| 1968 Ciudad de México  | LOH 1968 | Fred van Dorp                                          | 3             | 3                | 1                | 7      |
| 1972 Mnichov           | LOH 1972 | Nico Spits                                             | 3             | 1                | 1                | 5      |
| 1976 Montréal          | LOH 1976 | André Bolhuis                                          |               | 2                | 3                | 5      |
| 1980 Moskva            | LOH 1980 | nebyl                                                  |               | 1                | 2                | 3      |
| 1984 Los Angeles       | LOH 1984 | Ton Buunk                                              | 5             | 2                | 6                | 13     |
| 1988 Soul              | LOH 1988 | Eric Swinkels                                          | 2             | 2                | 5                | 9      |
| 1992 Barcelona         | LOH 1992 | Carina Benninga                                        | 2             | 6                | 7                | 15     |
| 1996 Atlanta           | LOH 1996 | Nico Rienks                                            | 4             | 5                | 10               | 19     |
| 2000 Sydney            | LOH 2000 | Anky van Grunsvenová                                   | 12            | 9                | 4                | 25     |
| 2004 Athény            | LOH 2004 | Mark Huizinga                                          | 4             | 9                | 9                | 22     |
| 2008 Peking            | LOH 2008 | Jeroen Delmeé                                          | 7             | 5                | 4                | 16     |
| 2012 Londýn            | LOH 2012 | Dorian van Rijsselberghe                               | 6             | 6                | 8                | 20     |
| 2016 Rio de Janeiro    | LOH 2016 | Jeroen Dubbeldam (zahájení) Sanne Weversová (ukončení) | 8             | 7                | 4                | 19     |
| 2020 Tokio             | LOH 2020 | Churandy Martina Keet Oldenbeuving                     | 10            | 12               | 14               | 36     |
| 2024 Paříž             | LOH 2024 | Lois Abbingh Worthy de Jong                            | 15            | 7                | 12               | 34     |
| Celkem                 | 28       |                                                        | 110           | 112              | 134              | 356    |
| Zdroj na Olympedia.org |          |                                                        |               |                  |                  |        |